# Kelemen Miklós (unitárius lelkész)
Nagyernyei Kelemen Miklós  (Szeged, 1925. február 16. – Veresegyház, 2009. november 24.) unitárius lelkész, történész.

## Életútja
Szegeden született Erdélyből ide telepedett székely nemesi család második gyermekeként. Édesapja marosvásárhelyi származású MÁV-felügyelő volt, aki a MÁV Szegedi Üzletigazgatóságán dolgozott. A család eredetileg nagyernyei. Családfájukat és címerüket – amelyben egy páncélvértezetes kar villámokat markol – 1617-ig tudják visszavezetni. Édesapját 1940-ben Észak-Erdély visszacsatolása után a MÁV kolozsvári üzletigazgatóságára helyezték. Így átköltöztek a kincses városba. Ott fejezte be gimnáziumi tanulmányait az Unitárius Kollégiumban. 1943-ban érettségizett.
Az Unitárius Teológiai Akadémiát Kolozsváron végezte és 1947-ben szerzett unitárius lelkészképesítő oklevelet. Kezdetben Erdélyben volt lelkész több gyülekezetben is, majd 1956-tól Magyarországon végezte a lelkészi szolgálatot Füzesgyarmaton, Hódmezővásárhelyen, Szegeden (és a dél-alföldi térségben), ahonnan 1985-ben nyugdíjba vonult.

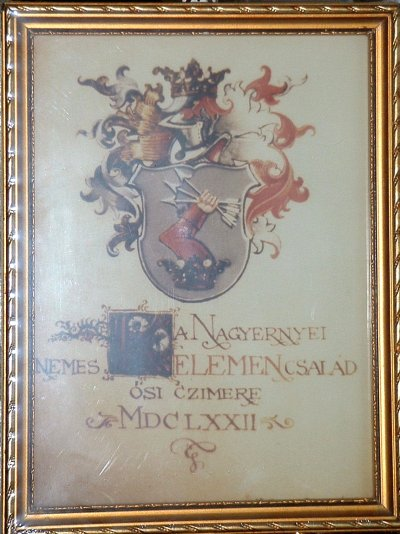
Nagyernyei Kelemen-címer

Hódmezővásárhelyen kezdett el foglalkozni egyháztörténeti kutatásokkal. Nyugdíjba vonulása után nagy lendülettel fogott neki az egyháztörténeti tanulmányok írásához és az unitárius vonatkozású történet kutatásához, mely munkához már lelkészi tevékenysége idején vonzódott, de elfoglaltsága miatt nem tudott ezzel komolyan foglalkozni. Egyik kiemelkedő munkája az Unitárius Kislexikon, amelyben 2230 szócikk van. Valamint összeállította az Unitárius Értesítő és Unitárius Élet folyóiratok mutatóját.
1989. júniustól Budapesten egyházi titkár-előadó, 1992-ben megbízott budapesti lelkész volt.
Hosszas betegség után hunyt el a veresegyházi családi házban 2009. november 24-én.

## Munkássága
- Az Unitárius Életben 1958-tól több mint 150 tanulmánya és megemlékezése jelent meg.
- Egyleti előadások: a Dávid Ferenc Egyletben[3] 4 előadást tartott.
- Könyvek: Enyedi György (1997), Heltai Gáspár (1999), Unitárius Kislexikon (1999), Unitárius Értesítő és Unitárius Élet mutatója (2006).
- TV-szereplések 5 alkalommal – Hajnali gondolatok[4]
- Rádiós istentiszteletek 17 alkalommal.
- Különböző lapokban 20 tanulmánya jelent meg.
- Budapesti szolgálatok (istentisztelet, temetés stb.) 60 alkalommal.
- Könyvtárnak ajándékozott 200 kötet könyvet, 191 tanulmányt, feldolgozást, összeállítást.
- Saját egyházi beszéde 12 kötetben 110 db.
- Részletes kutatási lehetőség a Levéltár Fondjegyzékében.[5]
- Retkes Attila több alkalommal is hivatkozik Kelemen Miklós írásaira.[6]